# الخوف وعدم اليقين والشك

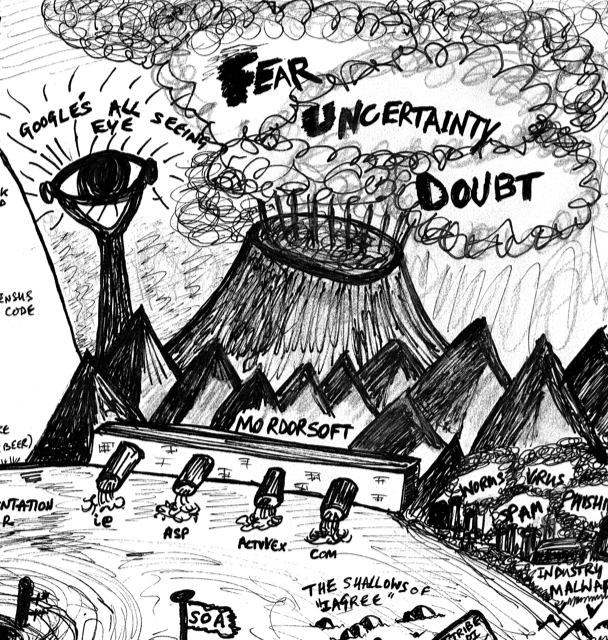
رسم توضيحي يصور استراتيجيات معالجة المعلومات من قبل الشركات الكبيرة (في هذه الحالة IBM) لغرس الخوف وعدم اليقين والشك (FUD) في المستهلكين أو المنافسين. هناك أيضًا "Mordorsoft"، وهو مصطلح ساخر لـ Microsoft، يشبه "Mordor" في The Lord of the Rings (مكان مليء بالشر). انتقادات بأن Microsoft مسؤولة جزئيًا عن العديد من المشكلات في مجال التكنولوجيا (مثل البرامج الضارة والفيروسات والبريد العشوائي وما إلى ذلك). ويمكن أيضًا ملاحظة أن Google توصف بأنها مثل برج العين الذي يراقب كل هذه الأحداث المتلاعبة ويجمع المعلومات.

الخوف وعدم اليقين والشك إستراتيجية مستخدمة في المبيعات والتسويق والعلاقات العامة والسياسة، والدعاية. هي عموما نظرة إستراتيجية للتاثير بنشر معلومات خاطئة أو مريبة، ومظهرا من مظاهر التوسل بالخوف.
في حين ان العبارة ظهرت عند بدايات القرن العشرين، الشائع الآن هو إضافة التضليل إلى البرامج والاجهزة وصناعات التكنولوجيا المتقدمة عموما ظهرت في السبعينات لوصف التضليل في صناعة اجهزة الكمبيوتر واستخدامه منذئذ على نطاق اوسع.

## التعريف
ظهر المصطلح في العشرينات. وبحلول عام 1975 كان الظهور اختصارا FUD في سياقات التسويق والمبيعات: في العلاقات العامة. مصطلح FUD أيضا بدلا من «الخوف وعدم اليقين التضليل».
تم استخدام FUD لأول مرة مع المعنى المرتبط بالتكنولوجيا الحديثة الحالية من قبل جين أمدال في عام 1975، بعد أن غادر آي بي إم لتأسيس شركته الخاصة «FUD هو الخوف، وعدم اليقين، والشك في أن مبيعات آي بي إم تغرس في عقول العملاء المحتملين الذين قد يفكرون في منتجات امدال». ويعزى هذا المصطلح أيضا إلى المحلل المخضرم في شركة مورغان ستانلي يولريتش ويل. ويقال إن هذا الاستخدام من FUD لوصف المعلومات الخاطئة في صناعة أجهزة الكمبيوتر قد أدى إلى تعميم لاحق لهذا المصطلح. 
:كما كتب إريك ريموند
من خلال نشر معلومات مشكوك فيها حول عيوب المنتجات الأقل شهرة، تستطيع الشركة الراسخة تثبيط صانعي القرار من اختيار هذه المنتجات من تلقاء نفسها، بغض النظر عن المزايا التقنية النسبية. هذه ظاهرة معترف بها، تجسدها البديهية التقليدية لوكلاء الشراء الذين «لم يتم إطلاق أحد على الإطلاق لشراء معدات أي بي ام». والهدف من ذلك هو أن تشتري أقسام تكنولوجيا المعلومات البرمجيات التي تعرف أنها منخفضة من الناحية الفنية لأن الإدارة العليا من المرجح أن تتعرف على العلامة التجارية. 

## امثله

### منتجي البرمجيات

#### مايكروسوفت
منذ تسعينات القرن الماضي، أصبح المصطلح مرتبطًا في الغالب ببرامج مايكروسوفت العملاقة. قال روجر إروين: 
في عام 1996، اتهمت شركة كالديرا شركة مايكروسوفت بالعديد من الممارسات المناهضة للمنافسة، بما في ذلك إصدار إعلانات فابوروير، وإنشاء FUD ، واستبعاد المنافسين من المشاركة في برامج اختبار بيتا من أجل تدمير المنافسة في سوق DOS. كان أحد الادعاءات المتعلقة بتعديل Windows 3.1 بحيث لا يعمل على DR DOS 6.0 بالرغم من عدم وجود أسباب فنية لعدم العمل. وقد نتج هذا عن ما يسمى AARD code ، وهو جزء مشفر من الكود، والذي تم العثور عليه في عدد من برامج Microsoft. يعمل الكود على تزوير رسائل خطأ لا معنى لها في حالة تشغيلها على DR DOS ، مثل: 
إذا اختار المستخدم الضغط على C ، سيستمر Windows في العمل على DR DOS بدون مشاكل. في حين أنه قد تم التكهن بالفعل في الصناعة بأن الغرض من هذا القانون هو خلق شكوك حول توافق DR DOS وبالتالي تدمير سمعة المنتج، فإن مذكرات Microsoft الداخلية التي تم نشرها كجزء من قضية الولايات المتحدة ضد Microsoft لمكافحة الاحتكار كشفت فيما بعد أن كان التركيز في هذه التجارب في الواقع DR DOS. في مرحلة ما، أرسل المدير التنفيذي لشركة مايكروسوفت بيل غيتس مذكرة إلى عدد من الموظفين، قرأوا 
في وقت لاحق، أرسل نائب رئيس مايكروسوفت، براد سيلفربيرغ، مذكرة أخرى 
في عام 2000، قامت Microsoft بتسوية الدعوى القضائية خارج المحكمة مقابل مبلغ لم يكشف عنه، تم الكشف في عام 2009 عن 280 مليون دولار. 
في نفس الوقت تقريباً، ذكرت «وثائق عيد القديسين» الداخلية التي تم تسريبها أن "OSS [البرمجيات مفتوحة المصدر] طويلة المدى وذات مصداقية... [لذلك] لا يمكن استخدام تكتيكات FUD لمكافحتها". يُنظر إلى برمجيات المصدر المفتوح، ومجتمع لينكس على وجه الخصوص، على أنها أهداف متكررة لـ Microsoft FUD: 
- تصريحات حول «الطبيعة الفيروسية»[19] لرخصة جنو العمومية (GPL).
- البيانات التي "... FOSS [البرمجيات الحرة والمفتوحة المصدر] ينتهك على ما لا يقل عن 235 براءة اختراع مايكروسوفت،" حتى قبل تأسيس سوابق قانون براءات الاختراع.[20]
- البيانات التي تحتوي على  ويندوز سيرفر 2003 أقل تكلفة إجمالية للملكية (TCO) من لينكس، في حملة Microsoft "Get-The-Facts". اتضح أنهم كانوا يقارنون لينكس على IBM Mainframe باهظة الثمن إلى Windows Server 2003 على خادم  إنتل زيون.[21][22]
- فيديو في عام 2010 يدعي أن أوبن أوفيس.أورج كان لديه تكاليف أعلى على المدى الطويل من سوء التشغيل البيني مع مجموعة مكتب الخاصة بـ Microsoft. عرض الفيديو عبارات مثل «إذا حدث كسر في حل البرامج المجانية مفتوحة المصدر، فمن الذي سيعمل على إصلاحه؟»[23][24]

#### مجموعة إس سي أو ضد آي بي إم
إن الدعوى القضائية التي رفعتها مجموعة إس سي أو عام 2003 ضد شركة آي بي إم، والتي تمولها شركة مايكروسوفت، والتي ادّعت 5 مليارات دولار في انتهاك حقوق الملكية الفكرية من قبل حركة البرمجيات الحرة، هي مثال على FUD ، وفقا لشركة آي بي إم، التي جادلت في مطالبتها المضادة بأن مجموعة إس سي أو تنتشر «الخوف، وعدم اليقين، وشك». 
كتب القاضي القاضي ويلز (ووافق القاضي كيمبال) في أمرها على الحد من ادعاءات مجموعة إس سي أو: «إن المحكمة تجد حجج المنظمة غير مقنعة. إن حجج المجموعه تشبه ما تقوله منظمة» آي بي إم «، آسفًا لأننا لن نخبرك بما فعلته خطأ لأنك بالفعل أعرف...» كان على إس سي أو أن يكشف بالتفصيل عما تقوم به آي بي إم من اختلاس... تجد المحكمة أنه لا يمكن تبرير أن منظمة إس سي أو... لا تضع كل التفاصيل على الطاولة. بالتأكيد إذا تم توقيف شخص واتهامه بسرقة المتاجر بعد خروجهم من نيمان ماركوس، يتوقعون أن يتم إخبارهم في النهاية بما زُعم أنهم سرقوا، وسيكون من السخف أن يخبر أحد الضباط المتهمين بأنك «تعرف ما سرقته لا أقوله». أو، لكي نسلم الشخص المتهم قائمةً بمخزون نيمان ماركوس بأكمله ونقول «إنه هناك في مكان ما، أنت تفكر فيه.» 
فيما يتعلق بهذه المسألة، أدلى دارل ماكبرايد، الرئيس والمدير التنفيذي لمنظمة إس سي أو للتعاون بالبيانات التالية:
1. «لقد أخذت آي بي إم أسرارنا التجارية وأعطتها إلى لينكس».
2. «إننا نعثر... على حالات يكون فيها رمز سطر في سطر في نواة Linux يتوافق مع شفرة UnixWare الخاصة بنا»
3. «... ما لم تبدأ شركات أخرى في ترخيص ملكية SCO ... [SCO] قد ترفع دعوى قضائية ضد Linus Torvalds ... بسبب انتهاك براءة الاختراع».
4. «قامت الشركتان [آي بي إم وريد هات] بتحويل المسؤولية إلى العميل ثم سخرتنا من مقاضاتهما».
5. "لدينا القدرة على الذهاب إلى المستخدمين الذين لديهم دعاوى قضائية، وسنفعل ذلك إذا اضطررنا لذلك،" سيكون من ضمن حقوق مجموعة SCO أن تأمر كل نسخة من AIX [UNIX INIX] بتدميرها ".
6. "اعتبارا من يوم الجمعة، 13 يونيو [2003] ، سنقوم بمحاولة التحدث إلى شركة آي بي إم، وسوف نتحدث مباشرة إلى عملائها ونقوم بتدقيقها ومراجعتها. لم تعد آي بي إم تملك السلطة لبيع أو توزيعآي بي إم إيه آي إكس والعملاء لم يعد لديهم الحق في استخدام برنامج AIX "
7. «إذا قمت فقط بسحب هذا في مسار التقاضي النموذجي، حيث يستغرق سنوات وسنوات لتسوية أي شيء، وفي الوقت نفسه لديك كل هذا الغموض يغيم على السوق...»
8. «المستخدمون يشغلون أنظمة تحتوي على برامج مقرصنة في الأساس، أو سرقة برامج داخل أنظمتها، يتحملون المسؤولية.»[27]

ارتفع المخزون من منظمة إس سي أو للتعاون من أقل من 3 دولارات للسهم إلى أكثر من 20 دولار في غضون أسابيع في عام 2003. (انخفض بعد ذلك إلى حوالي 1.20 دولار - ثم تحطمت إلى أقل من 50 سنتا في 13 أغسطس 2007، في أعقاب حكم أن نوفيل تمتلك حقوق الملكية يونيكس.) 

#### أبل
قد وصف فون لومان، ممثل مؤسسة الجبهة الإلكترونية، إدعاء أبل بأنه من المحتمل أن يسمح الهاكر فون بتدمير المتسللين على أبراج الهواتف الخلوية، على أنه «نوع من التهديد النظري... إنه نوع من التدمير أكثر من الحقيقة». 

### صناعة الأمن
من المسلم به على نطاق واسع FUD بأنه تكتيك لتعزيز بيع أو تنفيذ المنتجات والتدابير الأمنية. من الممكن العثور على صفحات تصف المشكلات الاصطناعية البحتة. تحتوي هذه الصفحات في كثير من الأحيان على ارتباطات إلى التعليمات البرمجية المصدر التي لا تشير إلى أي موقع صالح وأحيانًا حتى الروابط التي «ستقوم بتنفيذ تعليمات برمجية ضارة على جهازك بغض النظر عن برنامج الأمان الحالي»، مما يؤدي إلى صفحات بدون أي تعليمات برمجية قابلة للتنفيذ. 
يتمثل العيب في تكتيك FUD في هذا السياق في أنه عندما تفشل التهديدات المحددة أو الضمنية مع مرور الوقت، يتفاعل العميل أو صانع القرار بشكل متكرر عن طريق سحب الميزنة أو الدعم من المبادرات الأمنية المستقبلية. 

### كالتكس
تم استخدام تكتيك FUD من قبل كالتكس أستراليا في عام 2003. وفقا لمذكرة داخلية، والتي تم تسريبها في وقت لاحق، كانوا يرغبون في استخدام FUD لزعزعة ثقة الامتياز، وبالتالي الحصول على صفقة أفضل لـ Caltex. تم استخدام هذه المذكرة كمثال للسلوك غير المعقول في تحقيق مجلس الشيوخ. ادعت الإدارة العليا أن ذلك كان مخالفًا ولم يعكس مبادئ الشركة. 

### كلوروكس
في عام 2008، كانت كلوركس موضوعًا لكل من المستهلكين ونقد الصناعة للإعلان عن خط جرينووركس لمنتجات التنظيف الصديقة للبيئة التي يُزعم أنها تستخدم الشعار «أخيرًا، الأعمال الخضراء». يدل هذا الشعار على أن المنتجات «الخضراء» المصنعة من قبل الشركات الأخرى التي كانت متاحة للمستهلكين قبل إدخال خط كلوروكس جرينووركس كانت كلها غير فعالة، وأيضاً أن خط جرينووركس الجديد كان على الأقل بنفس فعالية خطوط منتجات كلوركس الحالية. وقد تم تفسير نية هذا الشعار والحملة الإعلانية المرتبطة به على أنها تثير مخاوف المستهلكين من أن المنتجات من الشركات الأقل اعترافًا بالعلامة التجارية هي أقل موثوقية أو فعالة. كما أشار النقاد إلى أنه على الرغم من تمثيل منتجات جرينووركسبأنها «خضراء» بمعنى أنها أقل ضررًا بالبيئة و / أو المستهلكين الذين يستخدمونها، فإن المنتجات تحتوي على عدد من المكونات التي يناصرها دعاة المنتجات الطبيعية منذ فترة طويلة ضد الاستخدام في المنتجات المنزلية بسبب السمية للبشر أو بيئتهم. وقد تم الطعن في جميع المطالبات الضمنية الثلاث، وتم إفشال بعض عناصرها، من قبل مجموعات حماية البيئة، وجماعات حماية المستهلك، ومكتب أعمال أفضل ذي الإدارة الذاتية للصناعة. 

## كتب عن «الخوف وعدم اليقين والشك»
- Doubt Is Their Product
- Merchants of Doubt

## روابط خارجية
- FUD (أو الصفحة الأصلية على أرشيف الإنترنت)
- مقالة العمل: لا تدع FUD تقتل أهداف عملك

قالب:JargonFile